# Glenea hauseri
Glenea hauseri är en skalbaggsart som beskrevs av Maurice Pic 1933. Glenea hauseri ingår i släktet Glenea och familjen långhorningar. Inga underarter finns listade i Catalogue of Life.